# Litětiny
Litětiny je část obce Dolní Roveň v okrese Pardubice. Nachází se na jihovýchodě Dolní Rovně. Prochází zde silnice II/322. V roce 2009 zde bylo evidováno 118 adres. V roce 2001 zde trvale žilo 255 obyvatel.
Litětiny je také název katastrálního území o rozloze 5,86 km2.

## Pamětihodnosti
- Přírodní památka Boršov u Litětin
- Dub letní, památný strom při silnici Litětiny – Vysoká u Holic (50°1′20″ s. š., 16°2′14″ v. d.)

## Fotogalerie

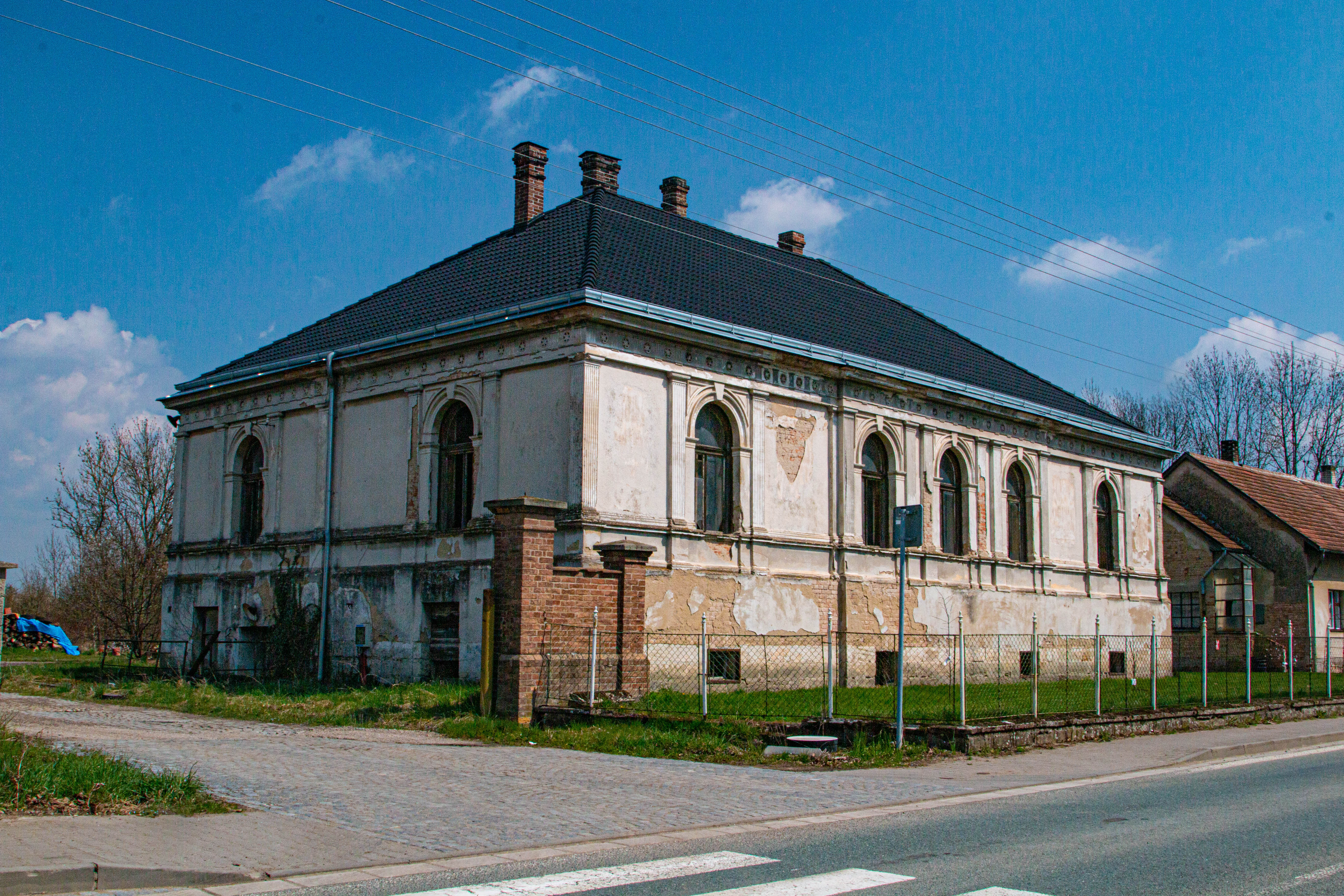
Bývalý zámeček v Litětinách
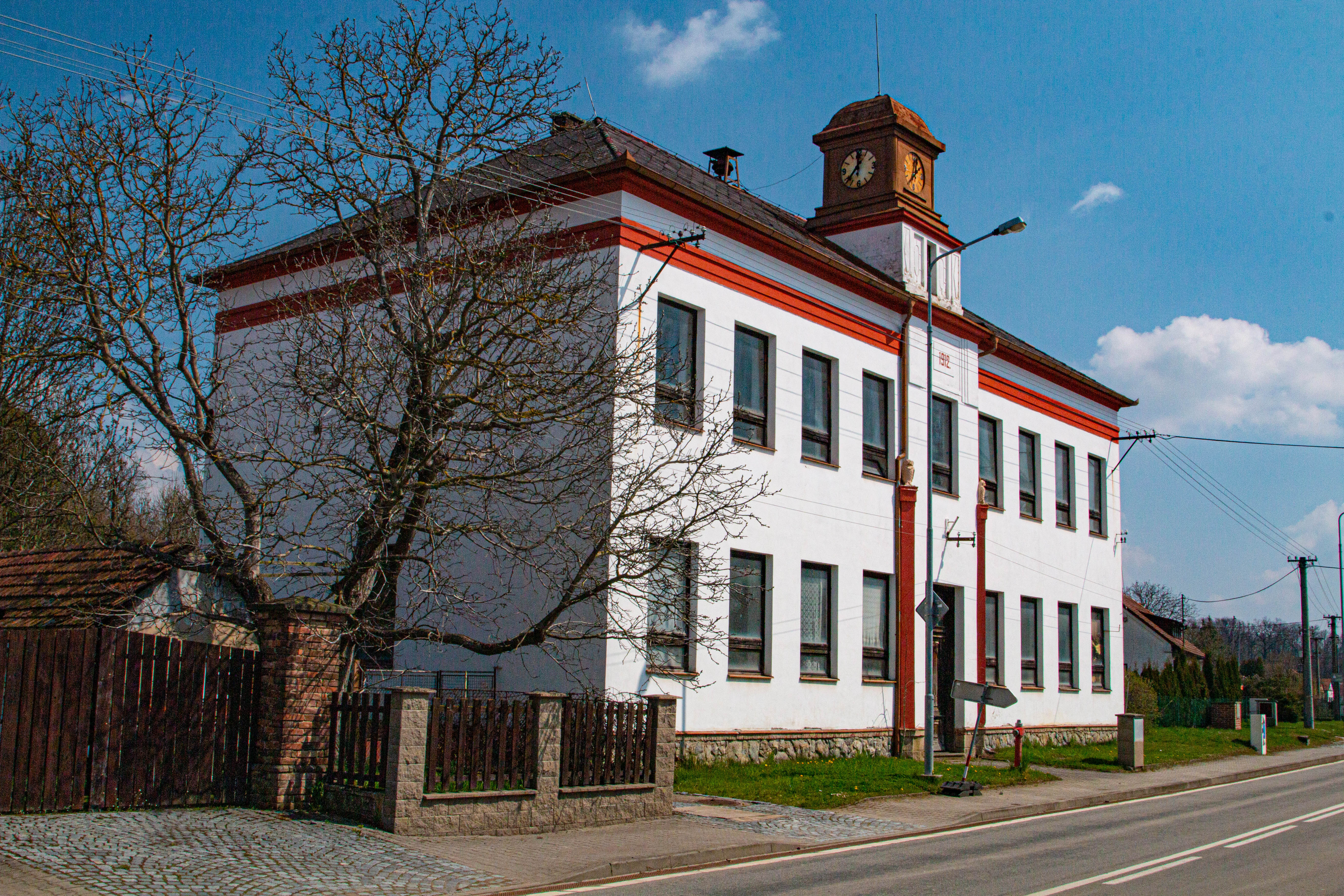
Litětiny – bývalá škola
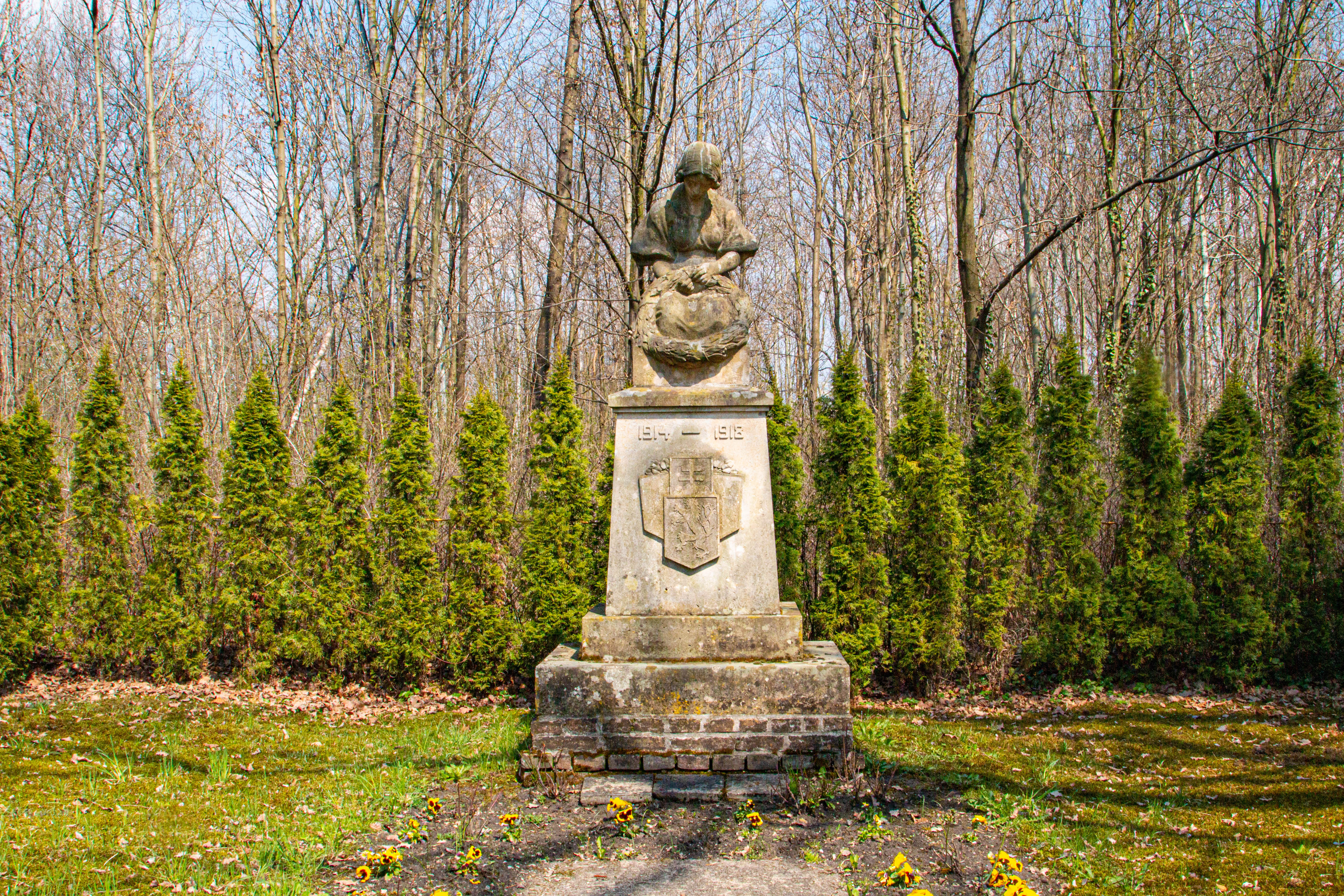
Litětiny – pomník padlých
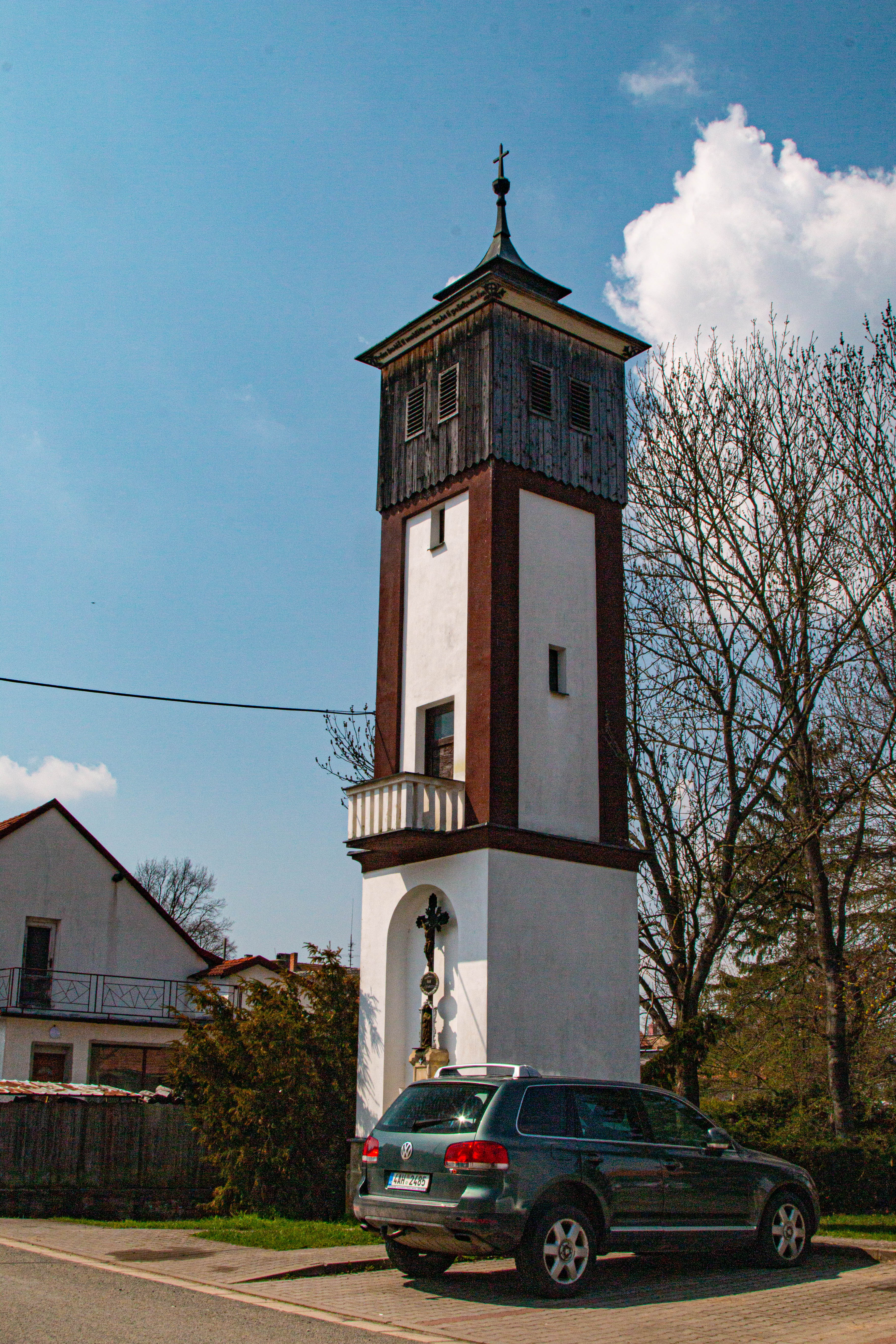
Zvonice v Litětinách
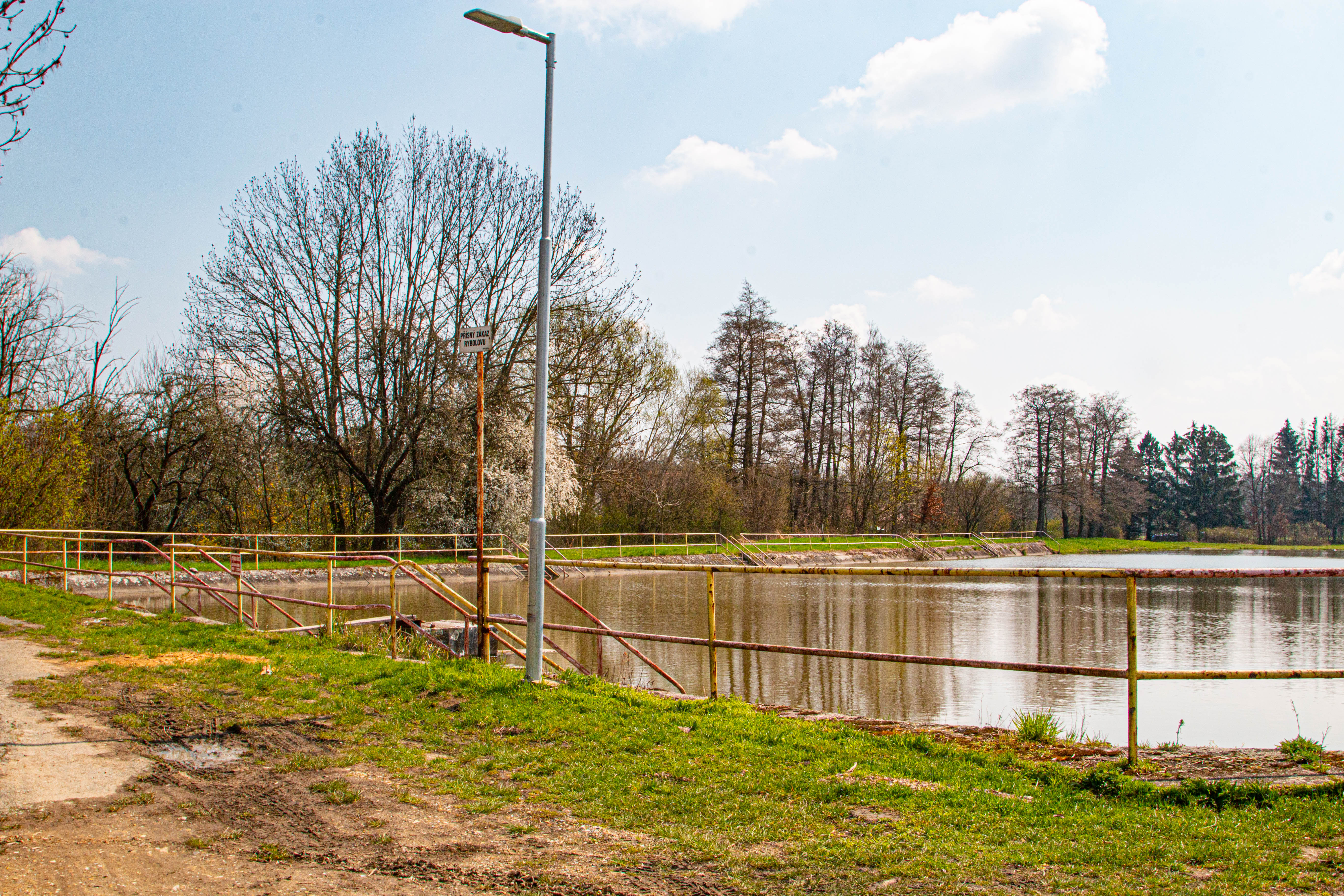
Mlýnský rybník v Litětinách